# Garten (Freising)

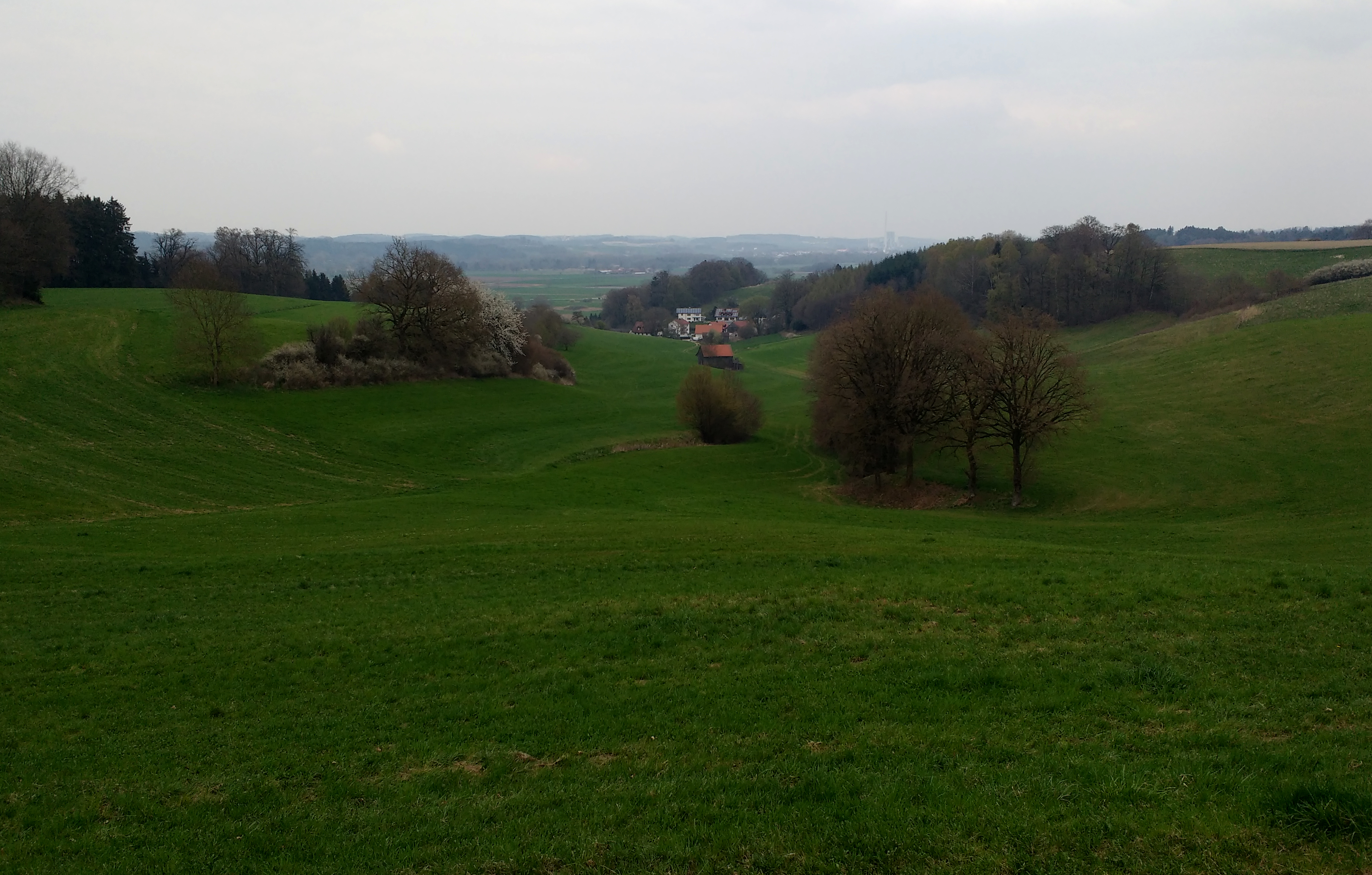
Garten mit dem Ampertal im Hintergrund

Garten ist ein Weiler im Gebiet der Großen Kreisstadt Freising im oberbayerischen Landkreis Freising.

## Lage
Garten liegt wenige hundert Meter westlich von Haindlfing in einem Seitental am Südrand des Ampertals. Garten war bis zur Gemeindegebietsreform, die am 1. Juli 1972 in Kraft trat, ein Teil der Gemeinde Haindlfing und ist seitdem ein Ortsteil von Freising.